# Der Wittiber
Der Wittiber (hochdeutsch: Der Witwer) ist ein Roman des deutschen Schriftstellers Ludwig Thoma, der 1911 veröffentlicht wurde. Die Geschichte schildert, wie ein verwitweter Bauer nach einem Fehltritt mit einer Magd und den daraus folgenden Konflikten in der Familie am Ende Sohn und Hof verliert.

## Inhalt
Die Geschichte beginnt im Herbst mit dem Begräbnis der Bäuerin des Schormayer-Hofes. Sie ist an Tuberkulose gestorben und hinterlässt ihren 54-jährigen Mann, den Schormayer-Bauern, sowie zwei Kinder, Lenz (28) und Ursula (24). Schon beim Leichenschmaus stellen Gäste die Frage, ob sich der Witwer Schormayer nach einer neuen Frau umsehen würde. Als der Bauer nach Hause kommt, zieht ihn in der Wohnstube die Stallmagd Zenzi ins Gespräch und macht ihm eindeutige Avancen, auf die er zögernd eingeht – die beiden werden von der heimkommenden Tochter Ursula unterbrochen, die ihm in der Folge immer wieder Vorwürfe wegen des Zwischenfalls macht.
Schormayer ist durch den Tod seiner Frau ziemlich aus dem Tritt gekommen und verbringt die frühen Wintertage im Wirtshaus, wo er über seine missliche Situation zuhause sinniert, wo keine Ehefrau mehr waltet und der Sohn Lenz nur darauf aus ist, dass er das Regiment auf dem Hof übernehmen kann.
Als die Tochter Ursula eines Tages auf Verwandtschaftsbesuch (und zur Sichtung eines möglichen Ehemannes) außer Haus ist, macht sich Schormayer auf den Weg in einen Nachbarort, um sich nach käuflichem Vieh umzusehen. Auf dem Weg trifft er den Viehhändler Tretter, der ihn begleitet und ihm zuredet, sich erneut zu vermählen. Er schlägt auch gleich eine Kandidatin vor, bei deren Hof die beiden vorbeischauen. Dort erkennt Schormayer, dass er wegen seines großen und gutgeführten Hofes als gute Partie gilt; man beginnt mit dem Sondieren der Vermögenswerte und macht Aussicht auf ernste Verhandlungen; Schormayer macht sich einen Spaß daraus, mitzuspielen und ernstes Interesse zu heucheln, obwohl ihm die (scharfzüngige und wenig ansehnliche) Kandidatin von Anfang an gar nicht zusagt.
Im Hochgefühl von Alkoholgenuss und dem Bewusstsein seiner Bedeutung kehrt er heim; seine Tochter ist noch nicht zurück, und Schormayer dringt in die Kammer der Magd Zenzi ein, die ihm nur wenig Widerstand leistet. Ursula kommt eine Stunde später nach Hause, Zenzi verweigert ihr den Zutritt zu ihrer Kammer, weil der Bauer darin schläft. Als er in sein eigenes Gemach umzieht, hört ihn Ursula deutlich auf dem Gang und macht sich ihren Reim auf die Vorgänge.
Schormayer ist daraufhin eigentlich entschlossen, Zenzi sofort loszuwerden. Als ihm aber seine Tochter heftige Vorwürfe wegen seines Fehltrittes macht, entscheidet er, um seine Autorität zu wahren, sie noch bis zum regulären Termin für den Dienstbotenwechsel, an Mariä Lichtmess zu behalten. Auch mit seinem Sohn Lenz, der um den Ruf des Hofes fürchtet, gerät er in Streit. Der alte Schormayer droht ihm mit Enterbung. Die Stimmung ist zunehmend angespannt und gereizt – Ursula versucht, Zenzi zu vergrätzen, und der Schormayer fürchtet sich vor der Übergabe. Zenzi berichtet dem Bauern, dass sie schwanger sei und nur er als Vater des Babys in Frage käme.
Ursula verlobt sich indes mit dem Segen ihres Vaters mit einem auswärtigen Bauern. Die Spannungen auf dem Hof werden von allen Seiten angeheizt, weil alle Beteiligten für ihre Haltung Ermunterung von ihren Vertrauten erfahren. Schormayer versucht, Zenzi zu überreden, einen anderen als Vater des Kindes anzugeben und verspricht ihr finanzielle Unterstützung, doch sie lehnt ab. Der getreue Hausknecht Hansgirgel erkennt, dass er zwischen den Fronten des Familienkrieges aufgerieben wird, und kündigt kurzerhand zu Lichtmess, während der Bauer Zenzi als Hauswirtschafterin weiterbeschäftigt, nachdem Ursula das Haus verlässt.
Auf Ursulas Hochzeitsfeier demütigt der Schormayer seinen Sohn vor allen Leuten und erklärt, dass er nicht übergeben werde. Zuhause kommt es zur Aussprache zwischen Vater und Sohn: Der Alte wirft seinem Sohn vor, den Weggang des Knechtes verschuldet zu haben, der Sohn klagt, dass der Vater den guten Ruf der Familie zerstört habe. Lenz wird handgreiflich und wird vom Vater hinausgeworfen. Er sieht sich ohne Zukunft und macht Zenzi dafür verantwortlich, die den Vater verführt habe und ihm den Kopf verdrehe und auf die Rolle der Bäuerin spekuliere. Während der Schormayer auf dem Feld ist, erhängt Lenz die Magd in der Tenne.
Lakonisch endet der Roman:

„Das Anwesen des Sebastian Glas, zu Schormayer in Kollbach, ist im Herbst desselbigen Jahres zertrümmert worden, nachdem sein Sohn Lorenz zur schwersten Zuchthausstrafe verurteilt worden war. Der Vater bewohnt in Dachau ein kleines Haus und ist durch starkes Trinken in seiner Gesundheit sehr zurückgekommen.“

## Hintergrund
Die Geschichte spielt von Herbst 1909 bis Frühjahr 1910, also zur Zeit ihrer Entstehung im nördlichen Landkreis Dachau in Bayern. Die meisten genannten Bauerndörfer sind in der Nähe von Markt Indersdorf und Petershausen. Der Ort des Schormayer-Hofes, Kollbach, ist mittlerweile Ortsteil des letzteren. Weichs ist eine noch heute selbstständige Gemeinde im Landkreis. Der Ort des Hochzeiters Prückl, Hirtlbach, gehört heute zu Markt Indersdorf.

## Sprache
Während der erzählende Text in süddeutsch gefärbtem Hochdeutsch gehalten ist, lässt Thoma seine Figuren meist in bairischem Dialekt sprechen. Der Großteil der Dialoge spielt zwischen Bauern, Knechten, Viehhändlern, die untereinander in unverbogenem Dialekt reden. Lediglich der Pfarrer auf Ursulas Hochzeit spricht näher an der Schriftsprache.
Die Dialektfärbung der meisten Dialoge ist so stark, dass ein des Bairischen unkundiger Leser den Roman nicht verstehen wird.

## Entstehung und Rezeption
Während der Entstehungszeit 1910/1911 lebte Ludwig Thoma am Tegernsee; seine Werke verkauften sich gut, und er war als Schriftsteller anerkannt. 1911 wurde Thomas Ehe mit Marietta di Rigardo (genannt Marion) geschieden – das Scheitern seiner Ehe mag ein Motiv für die zutiefst pessimistische Grundhaltung über häusliches Glück sein, die sich im Wittiber findet, ebenso wie die Reflexionen über das Alter.
Thomas Hauptthema im Wittiber ist aber der Materialismus, der in der bäuerlichen Welt seiner Zeit das Thema Ehe und Familie dominiert. Für Zuneigung oder Sympathie ist für die Bauern nur wenig Platz, wenn es darum geht, den Wohlstand der Höfe durch passende Ehe- und Erbvereinbarungen zu erhalten und zu mehren. Der harte Realismus des Romans hebt sich von der häufig idyllisierenden Form ab, die zu jener Zeit die bäuerliche Welt beschrieben (etwa die Werke von Thomas Freund Ludwig Ganghofer oder das Bauerntheater eines Xaver Terofal).
Das Dilemma des Schormayer beruht gerade darauf, dass seine persönlichen Vorlieben und seine Lebenssituation nicht zu den Erwartungen passen, die der bäuerliche Kodex ihm abverlangt: Schormayer ist vital und lebensfroh, er geht in der Arbeit in Feld und Wald auf. Er fühlt sich zu gutaussehenden Frauen hingezogen und wäre auch geneigt, noch einmal zu heiraten, allerdings nur aus persönlicher Neigung. 
Dem steht die wirtschaftliche Logik des Bauernlebens entgegen: Da er sein Hoferbe bereits optimal eingerichtet hat, steht ihm nur noch die Übergabe des Hofes zu, eine Ehe und mögliche weitere Nachkommen würden seinen Kindern schaden. So erwartet ihn nur die Aussicht auf ein frucht- und tatenloses Leben im Austrag, in dem er zudem für Bequemlichkeit und Versorgung auf das (zweifelhafte) Wohlwollen der Hoferben angewiesen sein wird. Sein Sohn Lenz, der vorgesehene Hoferbe, hat mit 27 Jahren, keine Möglichkeit eine angemessen Partie zu machen, solange der Schormayer nicht bereit ist, ihm kurz nach der Hochzeit den Hof zu überschreiben. Im Streit bietet der Vater Lenz an, ihm das Muttergut, also das zustehende Erbe von mütterlicher Seite, auszuzahlen, damit er sich ein Dasein als Häusler kaufen kann. 
Der Wittiber ist in Bayern als Schullektüre empfohlen. Der Roman wurde zweimal verfilmt: Für den Bayerischen Rundfunk verfilmte Theodor Grädler den Roman 1962 mit Carl Wery in der Hauptrolle., 1975 führte Franz Peter Wirth in einer ZDF-Produktion Regie, den Wittiber spielte Gustl Bayrhammer (siehe: Der Wittiber (1975)).

## Werkausgaben
- Der Wittiber, München, Piper Verlag, 1992, ISBN 3-492-11077-0
- Online-Ausgabe bei zeno.org